# 기관 전속 위키백과 사용자

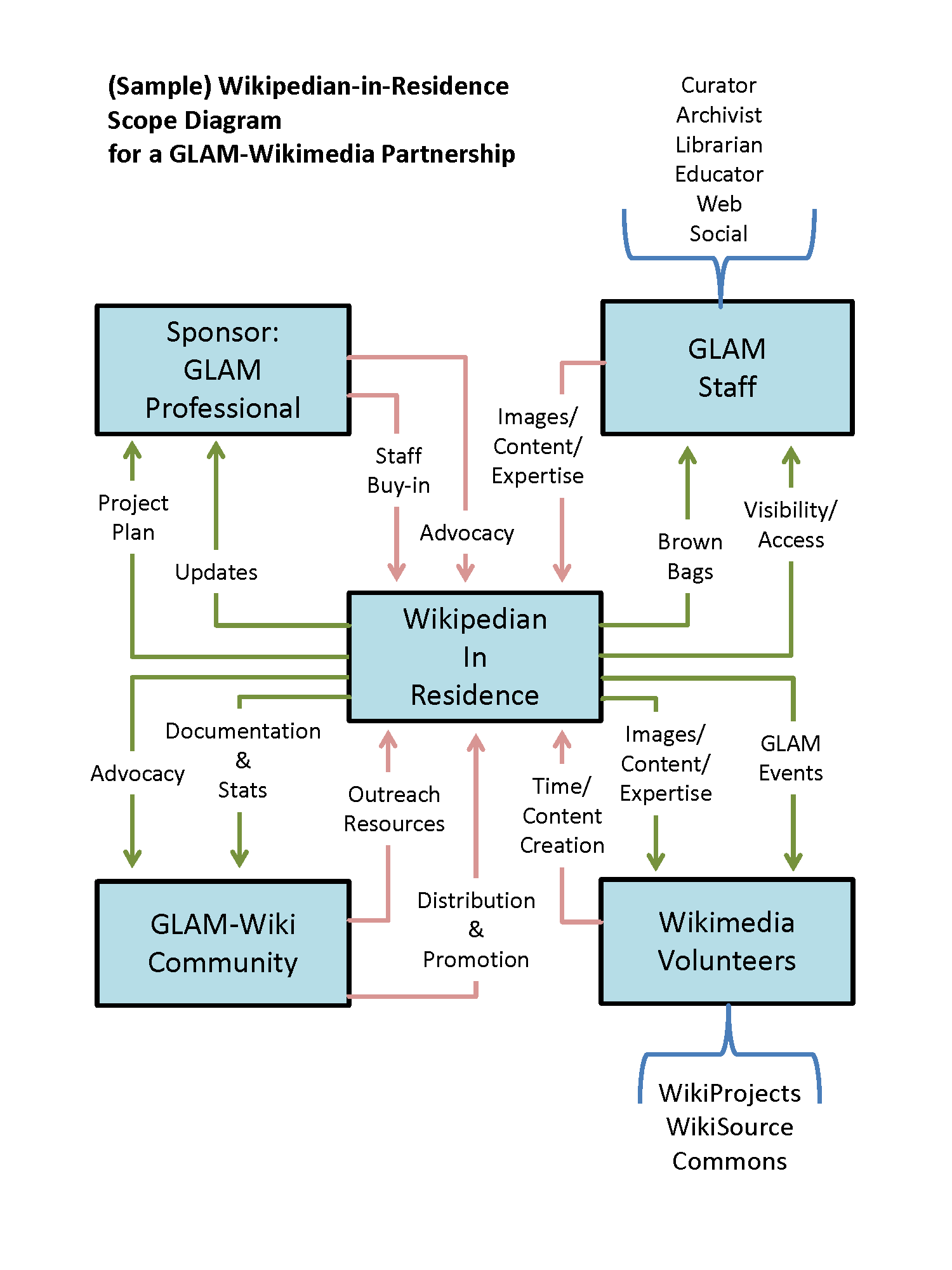
기관 전속 위키백과 사용자와 공동체 간의 관계.

기관 전속 위키백과 사용자, 위키피디언 인 레지던스(Wikipedian in residence), 위키미디언 인 레지던스(Wikimedian in residence, WiR)는 기관의 임무와 관련된 위키백과 항목 추가를 용이하게 하고 오픈 콘텐츠로 자료 공개를 장려하고 기관과 위키미디어 공동체 간 관계를 발전시키기 위하여 미술관, 도서관, 기록 보관소, 박물관, 학회, 고등교육기관(대학 등) 등의 기관에 초청되어 주재하는 위키백과 사용자(위키미디언)인 위키백과 편집자이다. 기관 전속 위키백과 사용자는 일반적으로 에디터톤 등의 일반 대중과 GLAM 간의 위키백과와 관련된 봉사 활동 행사의 조율을 돕는다.
기관 전속 위키백과 사용자를 초대한 기관에는 웨일스 국립도서관, 대영박물관, 미국 국립 직업안전위생연구소, 대영도서관, 스미스소니언 협회, 왕립화학회, 컬럼비아 대학교, 토론토 대학교, 노르웨이 국립도서관, 스위스 페더럴 아카이브 등의 대형 기관들과 영국의 더비 박물관과 미술관, 더 뉴 아트 갤러리 월솔, 프랑스의 베르사유궁, 스페인의 바르셀로나 피카소 미술관, 미국의 인디애나폴리스 어린이 박물관, 제럴드 R. 포드 대통령 박물관, 미국 국립문서기록관리청 등의 소규모 장소들이 포함된다.